# Saviore dell’Adamello
Saviore dell’Adamello – miejscowość i gmina we Włoszech, w regionie Lombardia, w prowincji Brescia.
Według danych na rok 2004 gminę zamieszkiwało 1159 osób, 14,1 os./km².